# Ширкейлійський сільський округ
Ширкейлі́йський сільський округ (каз. Шіркейлі ауылдық округі, рос. Ширкейлийский сельский округ) — адміністративна одиниця у складі Сирдар'їнського району Кизилординської області Казахстану. Адміністративний центр та єдиний населений пункт — село Ширкейлі.
Населення — 2744 особи (2021; 2638 у 2009, 2837 у 1999, 2587 у 1989).
Станом на 1989 рік існувала Чиркейлинська сільська рада (село Чиркейлі).